# Invaders of the Rokujyoma!?
Invaders of the Rokujyoma!? (六畳間の侵略者!??, Rokujōma no shinryakusha!?, lett. "Gli invasori dei sei tatami!?") è una serie di light novel scritta da Takehaya e illustrata da Poco, edita da Hobby Japan, sotto l'etichetta HJ Bunko, da marzo 2009. Un adattamento manga di Tomosane Ariike è stato serializzato sul Comic Dangan della Hobby Japan dal 20 dicembre 2013 al 16 febbraio 2017. Un adattamento anime, prodotto dalla Silver Link, è stato trasmesso in Giappone tra l'11 luglio e il 26 settembre 2014.

## Trama
Appena iniziato il liceo, Kōtarō Satomi decide di andare a vivere da solo nell'economica stanza 106 del complesso Corona. Ben presto però, Kōtarō scopre che sfortunatamente anche altre numerose ragazze ultraterrene e soprannaturali vogliono questo appartamento per varie ragioni e che quindi non hanno intenzione di rinunciarci. Di conseguenza Kōtarō si vede costretto a condividere per il momento la stanza con le sue nuove coinquiline, in modo da tentare di stabilire chi ne diventerà a tutti gli effetti il padrone.

## Personaggi

### Principali

I protagonisti nella serie anime. Da sinistra: Yurika, Kōtarō, Sanae, Karama, Kiriha, Korama, e Theia

Kōtarō Satomi (里見 孝太郎?, Satomi Kōtarō)
Doppiato da: Yūichi Nakamura
Un ragazzo delle scuole superiori che si trasferisce nell'appartamento 106 e che intende rimanerci a tutti i costi per via dell'affitto inaspettatamente economico di 5.000 yen. Dopo un incidente nel sito archeologico in cui lavora, acquisisce la capacità di vedere i fantasmi e di maneggiare antichi manufatti. In svariate occasioni indosserà i panni del Cavaliere Blu di Theia, tramite una replica dell'armatura; quando combatte fa uso di due spade, Saguratin e successivamente Signaltin (dopo il volume 7 della light novel). Sebbene all'inizio non sia un esperto dei combattimenti con la spada, comincia a sviluppare grandi capacità dopo essere tornato dall'Antico Forthorthe del passato con Clan (Clariossa Daora Forthorthe) dove in tale occasione partecipa a numerose battaglie (come viene spiegato nei volumi 7.5 e 8.5 della light novel).
Sanae Higashihongan (東本願 早苗?, Higashihongan Sanae)
Doppiata da: Eri Suzuki
Una ragazza fantasma che infesta l'appartamento 106. Vuole scacciare Kōtarō e rivendicare la stanza come propria. È in grado di manipolare gli oggetti solidi e lanciarli per attaccare, ma il suo attacco è neutralizzato quando si trova vicino ad amuleti sacri. Successivamente, viene rivelato che in realtà che la sua anima ha lasciato il suo corpo e che i residenti della stanza 106 devono collaborare per farla tornare al suo stato originale. Alla fine riacquista il suo vero corpo, ma nonostante ciò conserva alti livelli di energia spirituale oltre ad avere la capacità di proiezione astrale, che le consente di lasciare il suo corpo fisico ed assumere la forma di fantasma a suo piacimento.
Yurika Nijino (虹野 ゆりか?, Nijino Yurika)
Doppiata da: Nichika Ōmori
Una goffa ragazza magica che intende occupare l'appartamento in cui risiede Kōtarō in quanto il luogo contiene alti livelli di potere magico. La giovane maghetta vuole difendere tale appartamento a tutti i costi dalle ragazze magiche che potrebbero utilizzare tale potere per scopi malvagi. Nel corso della serie evoca costantemente campi di forza magica ogni qualvolta che i residenti della stanza 106 finiscono per mettersi nei guai durante le loro attività. Nonostante ciò i suoi amici non credono mai che sia realmente una ragazza magica, considerandola semplicemente una otaku che adora fare cosplay.
Kiriha Kurano (クラノ＝キリハ?, Kurano Kiriha)
Doppiata da: Masumi Tazawa
Discendente del Popolo della Terra, il quale si è trasferito sottoterra nei secoli passati, è un membro del clan Kurano, una famiglia di oracoli e incantatori, che afferma di avere bisogno di ricostruire un santuario nell'esatta posizione della stanza in cui hanno luogo le vicende della serie e di usare l'energia eterica raccolta da essa per generare armi e fare così partire un'invasione rivolta contro le persone della superficie. In seguito viene rivelato che il clan Kurano vorrebbe fare la pace, e in realtà sta facendo del suo meglio per ritardare l'invasione. Alla fine riesce nel suo intento mentre il clan Kurano ripristina il proprio potere politico prima che l'invasione possa verificarsi.
Theiamillis Gre Fortorthe (ティアミリス・グレ・フォルトーゼ?, Tiamirisu Gure Forutōze)
Doppiata da: Maria Naganawa
Spesso soprannominata Theia o Tulip, è una principessa aliena intergalattica proveniente da un pianeta di nome Fortorthe; fa spesso uso di armi laser con cannoni ad impulsi. A Theia viene assegnato il compito di conquistare un luogo nello spazio intergalattico per dimostrare la sua dignità come successore al trono. Per la prima volta in assoluto il punto casuale scelto dal computer indica un pianeta abitato, la Terra, più precisamente nell'appartamento 106 e questo comporta che Theia deve ottenere la fedeltà dei suoi abitanti, ovvero Kōtarō. Ama una leggenda di Fortorthe che narra le avventure del famigerato Cavaliere Blu, che rivede per certi versi in Kōtarō. Successivamente, dopo una serie di particolari vicende, decide di concedere l'armatura del cavaliere, assieme alla sua spada personale Saguratin, a Kōtarō per fare in modo che questi possa proteggere le persone a lui care.
Ruthkhania Nye Pardomshiha (ルースカニア・ナイ・パルドムシーハ?, Rūsukania Nai Parudomushīha)
Doppiata da: Saori Hayami
La fedele servitrice di Theia. Ruth dà spesso consigli utili alla sua padroncina. Dopo un incidente in cui Kōtarō, muovendosi nel sonno, l'ha scambiata per uno scarabeo rinoceronte, si arrabbia in maniera incontrollabile ogni qualvolta che ne vede uno. Non desidera altro che la felicità della sua amica d'infanzia e padrona Theia, e spesso cerca di sostenerla in ogni modo.
Harumi Sakuraba (桜庭 晴海?, Sakuraba Harumi)
Doppiata da: Megumi Takamoto
Una ragazza molto gentile e ben educata proveniente da una famiglia benestante, è la presidente del club di maglia della scuola, di cui è l'unico membro oltre a Kōtarō. La sua vicinanza con quest'ultima si rivela essere una costante fonte di gelosia per le ragazze che vivono con lui; prova dei sentimenti per Kōtarō.
Shizuka Kasagi (笠置 静香?, Kasagi Shizuka)
Doppiata da: Aya Suzaki
Padrona di casa della Corona (di cui fa parte la stanza 106), è una giovane maestra di arti marziali che utilizza il ki; frequenta le scuole superiori. Shizuka è l'attuale ospite dello spirito dell'imperatore drago di fuoco Alunaya, il cui potere, quando fuoriesce, rafforza il corpo già forte e allenato della ragazza. Questo spiega come ha potuto sopraffare tutti gli invasori il giorno in cui si sono incontrati nonostante i poteri di quest'ultimi. Anche senza usare i poteri di Alunaya, la sua abilità nelle arti marziali la mettono allo stesso livello delle altre ragazze che fungono da invasori della stanza di Kōtarō. Accetta il fatto che queste si contendano la stanza ma le costringe a farlo in modo pacifico e normale. Shizuka è una persona amichevole, rispettosa e con cui è facile andare d'accordo. È molto protettiva nei confronti della residenza della sua famiglia in quanto entrambi i suoi genitori sono morti tempo addietro, e perciò ama prendersi cura dell'abitazione e si infuria ogni volta che qualcuno danneggia qualcosa.
Cavalieri di Satomi (サトミ騎士団?, Satomi kishidan)
È un gruppo di cavalieri creato da Kōtarō Satomi per servire la principessa Theiamillis Gre Fortorthe. Le uniformi dei membri dei Cavalieri di Satomi sono state progettate in maniera molto simile a quella dell'armatura di Kōtarō, ma il design somiglia maggiormente a quello di un'uniforme scolastica. I colori rappresentativi sono il blu e il bianco, similmente al Cavaliere Blu e Alaia, successivamente ognuno dei membri ha personalizzato le proprie vesti con un diverso colore. Il gruppo è formato rispettivamente da: Kōtarō (capitano), Ruth (vicecapitano), Maki (tesoriere), Kiriha (generale), Shizuka (artista marziale), Harumi (segretaria), Sanae (aiutante del lavoro domestico) e Yurika (cavaliere semplice).
Clariossa Daora Forthorthe (クラリオーサ・ダオラ・フォルトーゼ?, Karariosa Daora Forutōze)
Doppiata da: Yukari Tamura
Spesso chiamata Clan, è la seconda principessa della famiglia reale Forthorthe. In quanto tale, è una costante rivale e nemica di Theia, tanto più che le loro famiglie, i Mastir (Theia) e Schweiger (Clan) non mai andate d'accordo fin dal momento in cui si sono conosciute. Originariamente era una nemica che intendeva sbarazzarsi di Theia in modo da farle fallire il suo compito, ma dopo gli eventi accaduti in passato a Forthorthe con Kōtarō (i quali vengono narrati dopo il volume 7, più precisamente nei numeri 7.5 e 8.5 della light novel), si avvicina molto al ragazzo e decide di fare di quest'ultimo il suo vassallo, e inizia a dare meno importanza al trono. Da quel momento in poi, decide di combattere con Theia in maniera leale e onesta anziché tramite l'utilizzo di tattiche subdole per salire al trono, ma nonostante ciò sarà sempre più interessata a Kōtarō che alla sua missione principale. È una scienziata molto intelligente, che ha creato la maggior parte delle attrezzature e delle armi che lei stessa utilizza.
Aika Maki (藍華真希?, Aika Maki)
Doppiata da: Akari Kitō
Una ragazza magica che fa parte dell'organizzazione chiamata Darkness Rainbow, è nemica di Yurika (membro della Rainbow Heart); i due gruppi di maghe sono in costante conflitto fra di loro. Inizialmente nemica e antagonista del volume 5 della light novel, in seguito comincia a diventare molto amichevole nei confronti di Kōtarō dopo che gli ha salvato la vita nel volume 8. Da quel momento in poi vede il ragazzo non più come un nemico, ma bensì come un amico intimo che non vuole ferire in alcun modo. Dato che fa ancora parte della Darkness Rainbow, decide di lasciare il gruppo e di vivere semplicemente sotto l'identità di Aika Maki, come viene narrato nel volume 12.
Alaia Kua Forthorthe (アライア・クーア・フォルトーゼ?, Araia Kūa Forutōze)
Doppiata da: Megumi Takamoto
Nata come Alaia Kua Mastir Signaria Tia Forthorthe, è la Principessa d'Argento che salvò Forthorthe dalla guerra civile 2000 anni prima grazie all'aiuto del Cavaliere Blu chiamato Reios Fatra Bertorion. Dopo la guerra, diventò l'imperatrice di Forthothe. Assomiglia molto esteticamente a Harumi, in particolar modo nella forma del viso e nella pettinatura, tuttavia ha gli occhi blu e i capelli bianchi argentei, da cui ha preso il soprannome di Principessa d'Argento.

### Secondari
Karama (カラマ?)
Doppiata da: Ayana Taketatsu
Uno dei droni da battaglia di Kiriha con le sembianze di una haniwa. La parte inferiore del corpo è colorata d'arancione mentre quasi tutto il resto è marrone.
Korama (コラマ?)
Doppiata da: Aoi Yūki
Altro dei droni da battaglia di Kiriha, come Karama ha le sembianze di una haniwa. A differenza di quest'ultimo, la parte inferiore del corpo è colorata di marrone mentre quasi tutto il resto è arancione.
Kenji Matsudaira (松平 賢次?, Matsudaira Kenji)
Doppiato da: Tatsuhisa Suzuki
Amico e compagno di classe di Kōtarō, lavora nello stesso sito archeologico.

## Media

### Light novel
La serie di light novel è stata scritta da Takehaya con le illustrazioni di Poco. Il primo volume è stato pubblicato dalla Hobby Japan, sotto l'etichetta HJ Bunko, il 1º marzo 2009 e al 1º novembre 2024 ne sono stati messi in vendita in tutto quarantasette, più due raccolte di storie secondarie. I diritti di distribuzione digitale in lingua inglese sono stati acquistati da J-Novel Club.
| Nº  | Titolo italiano (traduzione letterale) Giapponese 「Kanji」 - Rōmaji | Data di prima pubblicazione | Data di prima pubblicazione |
| Nº  | Titolo italiano (traduzione letterale) Giapponese 「Kanji」 - Rōmaji | Giapponese |                             |
| 1   | Una battaglia completa per i sei tatami! 「六畳間がいっぱいいっぱい大争奪戦！」 - Rokujyoma ga ippai ippai dai sōdatsu-sen! | 1º marzo 2009 ISBN 978-4-89425-833-4 |                             |
| 2   | La battaglia per i sei tatami, il palcoscenico è un festival sportivo! 「六畳間争奪戦、舞台は体育祭へ！」 - Roku jōkan sōdatsusen, butai wa taīkusai e! | 1º luglio 2009 ISBN 978-4-89425-900-3 |                             |
| 3   | Il mare in estate è pieno di pericoli!? 「夏の海辺はキケンがいっぱい!?」 - Natsu no umibe wa kiken ga ippai!? | 1º novembre 2009 ISBN 978-4-89425-956-0 |                             |
| 4   | Un amore affascinante e sei tatami, il prossimo campo di battaglia è il "festival culturale"! 「ほのかな恋と六畳間、次なる戦場は「文化祭」！」 - Honokana koi to Rokujyoma, tsuginaru senjō wa "bunkasai"!                                                                                            | 1º marzo 2010 ISBN 978-4-7986-0007-9 |                             |
| 5   | È arrivato il giorno in cui Yurika viene premiata! 「ゆりかが報われる日が来た！」 - Yurika ga mukuwa reru hi ga kita! | 1º giugno 2010 ISBN 978-4-7986-0067-3 |                             |
| 6   | Innamorata! Invasione!! Inizia la vera battaglia della ragazza sotterranea Kiriha. 「恋に！ 侵略に!! 地底少女キリハの真の戦いが始まる。」 - Koi ni! Shinryaku ni!! Chitei shōjo Kiriha no shin no tatakai ga hajimaru.                                                                                | 1º ottobre 2010 ISBN 978-4-7986-0123-6 |                             |
| 7   | Succede qualcosa a Natale!? 「クリスマスに何かが起こる!?」 - Kurisumasu ni nani ka ga okoru!? | 1º febbraio 2011 ISBN 978-4-7986-0181-6 |                             |
| 7.5 | La "leggenda" tra i due tatami che sono scomparsi! 「消えた2人が遭遇する六畳間の「伝説」！」 - Kieta 2 nin ga sōgū suru Rokujyoma no "densetsu"! | 1º maggio 2011 ISBN 978-4-7986-0224-0 |                             |
| 8   | La malvagia ragazza magica è tornata! 「悪の魔法少女、再襲来！」 - Aku no mahō shōjo, sai shūrai! | 1º agosto 2011 ISBN 978-4-7986-0263-9 |                             |
| 8.5 | Kōtarō è in grado di riprodurre la "leggenda"? 「孝太郎は「伝説」を再現できるのか!?」 - Kōtarō wa "densetsu" o saigen dekiru no ka!? | 1º novembre 2011 ISBN 978-4-7986-0307-0 |                             |
| 9   | Kōtarō, ineguagliabile!! 「コータロー、無双!!」 - Kōtarō, musō!! | 1º marzo 2012 ISBN 978-4-7986-0355-1 |                             |
| 10  | È una storia di dieci anni fa... 「それは、今から10年前の物語――」 - Sore wa, ima kara 10 nen mae no monogatari―― | 1º giugno 2012 ISBN 978-4-7986-0411-4 |                             |
| 11  | Sanae Higashihongan. Fantasma. Quest'identità è un gran problema! 「東本願早苗。幽霊。その正体が大ピンチ！」 - Higashihongan Sanae. Yūrei. Sono shōtai ga dai pinchi! | 1º ottobre 2012 ISBN 978-4-7986-0474-9 |                             |
| 12  | La ragazza magica è un grande successo in molti modi!? 「いろんな意味で魔法少女が大活躍!?」 - Ironna imi de mahō shōjo ga dai katsuyaku!? | 1º febbraio 2013 ISBN 978-4-7986-0537-1 |                             |
| 13  | Qual è la cospirazione nascosta nel ritorno di Theia!? 「ティア帰国に隠された陰謀とは!?」 - Tia kikoku ni kakusareta inbō to wa!? | 1º maggio 2013 ISBN 978-4-7986-0598-2 |                             |
| 14  | Non c'è modo? Finalmente? Il tempo del padrone di casa!! 「まさか？ ついに？ 大家さん回!!」 - Masaka? Tsuini? Ōya san kai!! | 31 agosto 2013 ISBN 978-4-7986-0665-1 |                             |
| 15  | Il nemico è una persona radicale sotterranea! L'uscita del cavaliere Satomi!! 「敵は地底人の急進派！ サトミ騎士団、出撃!!」 - Teki wa chiteijin no kyūshinha! Satomi kishi-dan, shutsugeki!! | 1º marzo 2014 ISBN 978-4-7986-0764-1 |                             |
| 16  | Accontentati della storia sotterranea nella battaglia a tutto campo di "Rokujyoma"! 「『六畳間』の総力戦で、地底編に決着！」 - “Rokujyoma” no sōryoku-sen de, chitei-hen ni ketchaku! | 1º luglio 2014 ISBN 978-4-7986-0836-5 |                             |
| 17  | Gli eventi estivi sono pieni di attività quotidiane! 「夏のイベントてんこ盛りな日常回！」 - Natsu no ibento tenkomorina nichijō kai! | 1º ottobre 2014 (ed. regolare & speciale) ISBN 978-4-7986-0893-8 (ed. regolare) ISBN 978-4-7986-0898-3 (ed. con drama-CD)                    |                             |
| 18  | Yurika e Maki, qual è il percorso che ogni ragazza magica dovrebbe seguire? 「ゆりかと真希、それぞれの魔法少女の進むべき道とは――？」 - Yurika to Maki, sorezore no mahō shōjo no susumubeki michi to wa――?                                                                                            | 31 gennaio 2015 (ed. regolare & speciale) ISBN 978-4-7986-0955-3 (ed. regolare) ISBN 978-4-7986-0924-9 (ed. con drama-CD)                    |                             |
| 19  | Finalmente, la ragazza magica "geniale" è sul campo di battaglia! 「ついに“天才”魔法少女が戦場へ！」 - Tsuini “tensai” mahō shōjo ga senjō e! | 1º giugno 2015 ISBN 978-4-7986-1026-9 |                             |
| 20  | Scoppio della battaglia di cucina! Edizione "Hercules!" che racconta la vita quotidiana dei sei tatami 「お料理バトル勃発！六畳間の日常を綴る「へらくれす！」編」 - O ryōri batoru boppatsu! Rokujyoma no nichijō o tsuzuru "Herakuresu!"-hen                                                         | 1º settembre 2015 (ed. regolare & speciale) ISBN 978-4-7986-1071-9 (ed. regolare) ISBN 978-4-7986-1059-7 (ed. con drama-CD)                  |                             |
| 21  | Una furia nello spazio!? Una nuova leggenda del Cavaliere Blu ha inizio! 「宇宙空間で大暴れ!? 新たなる青騎士伝説、開幕！」 - Uchū kūkan de dai abare!? Aratanaru ao kishi densetsu, kaimaku! | 29 dicembre 2015 (ed. regolare & speciale) ISBN 978-4-7986-1150-1 (ed. regolare) ISBN 978-4-7986-1151-8 (ed. con drama-CD)                   |                             |
| 22  | "La leggenda di 2000 anni fa" e "il presente" si sovrappongono! La Principessa d'Oro e il Cavaliere Blu capitolo 2!! 「“二千年前の伝説”と“現在（いま）”が重なる！ 黄金の姫と青き騎士 第二章!!」 - “Ni sen nen mae no densetsu ”to“ genzai (ima)” ga kasanaru! Ōgon no hime to aoki kishi dai ni shō!! | 30 aprile 2016 ISBN 978-4-7986-1223-2 |                             |
| 23  | Apparirà un nuovo rivale in amore!? La seconda puntata di "Hercules!!" 「新たな恋敵<ライバル>、現る!? 修学旅行で恋模様に激震！「へらくれす！編」第2弾!!」 - Aratana koigataki, genru!? Shūgakuryokō de koi moyō ni gekishin! "Herakuresu!-hen" dai 2 dan!!                                            | 29 luglio 2016 ISBN 978-4-7986-1268-3 |                             |
| 24  | La rinascita dell'esercito regolare di Forthorthe! Sconfiggi il "mostro"! 「新生フォルトーゼ正規軍、再誕！“怪物”を打ち倒せ！」 - Shinsei Forutōze seikigun, sai dan! “Kaibutsu ” o uchitaose! | 1º novembre 2016 ISBN 978-4-7986-1324-6 |                             |
| 25  | Qual è l'inversione del "Cavaliere Blu" che sopravvive alla battaglia a tre? 「三つ巴の戦いを出し抜く“青騎士”の逆転の一手とは!?」 - Mitsudomoe no tatakai o dashinuku “ao kishi” no gyakuten no ichi te to wa!?                                                                                       | 1º marzo 2017 ISBN 978-4-7986-1394-9 |                             |
| 26  | La battaglia per il futuro di Forthorthe, finalmente terminata! 「フォルトーゼの未来を賭けた戦い、ついに決着――!!」 - Forutōze no mirai o kaketa tatakai, tsuini ketchaku――!! | 30 giugno 2017 ISBN 978-4-7986-1477-9 |                             |
| 27  | Il Cavaliere Blu e la crisi degli anni ripetuti!? La vita quotidiana dopo tanto tempo! 「青騎士、留年の危機!? 久々の日常編をお届け！」 - Ao kishi, ryūnen no kiki!? Hisabisa no nichijō-hen o o todoke!                                                                                               | 31 ottobre 2017 ISBN 978-4-7986-1563-9 |                             |
| 28  | Quali sono le prove che attendono Kōtarō e le ragazze? 「孝太郎と少女たちを待ち受ける試練とは――？」 - Kōtarō to shōjotachi o machiukeru shiren to wa――? | 28 febbraio 2018 ISBN 978-4-7986-1640-7 |                             |
| 29  | Qual è l'identità dell'"invasore di Rokujyoma"!? 「“六畳間の侵略者”その正体とは!?」 - “Rokujyoma no shinryakusha” sono shōtai to wa!? | 30 giugno 2018 ISBN 978-4-7986-1724-4 |                             |
| 30  | Con quella nuova stagione, "quei" personaggi si stanno unendo! 「新たな季節を迎え、“あの”キャラたちが仲間入り！」 - Aratana kisetsu o mukae, “ano” kyara-tachi ga nakamairi! | 1º novembre 2018 ISBN 978-4-7986-1801-2 |                             |
| 31  | Improvvisamente si avvicina ad Harumi!? Il mondo di "what if" è pieno di dolcezza! 「晴海と急接近!? “もしも”の世界は激甘展開目白押し！」 - Harumi to kyū sekkin!? “Moshimo” no sekai wa geki ama tenkai mejirōshi!                                                                                    | 28 febbraio 2019 (ed. regolare) 1º marzo 2019 (ed. speciale) ISBN 978-4-7986-1882-1 (ed. regolare) ISBN 978-4-7986-1871-5 (ed. con drama-CD) |                             |
| 32  | Sono passati due anni dalla Maratona, che è stata la prima volta in due anni a competere per le attività del club!? 「２年ぶりの《部活対抗障害物マラソン》で大波乱!?」 - Ni nenburi no 《bukatsu taikō shōgaibutsu Marason》 de dai haran!?                                                           | 1º luglio 2019 ISBN 978-4-7986-1957-6 |                             |
| 33  | "Se esci con Clan", la serie "se" super dolce è qui! 「“クランと付き合ってみた”激甘のifシリーズが登場！」 - “Kuran to tsukiatte mita” gekikan no if shirīzu ga tōjō! | 1º novembre 2019 (ed. regolare & speciale) ISBN 978-4-7986-2042-8 (ed. regolare) ISBN 978-4-7986-2039-8 (ed. con drama-CD)                   |                             |
| 34  | Immergiti nell'importanza della scioltezza!? Un grande successo per la mente! 「ルースの大切さが身に染みる!? 頭脳派メンバー大活躍！」 - Rūsu no taisetsu-sa ga mi ni shimiru!? Zunōha menbā dai katsuyaku!                                                                                            | 29 febbraio 2020 ISBN 978-4-7986-2140-1 |                             |
| 35  | La quinta principessa si unisce a Forthorthe!? Catturiamo la base! 「フォルトーゼから第五皇女が合流!? いざ拠点攻略！」 - Forutōze kara dai go ōjo ga gōryū!? Iza kyoten kōryaku! | 1º luglio 2020 ISBN 978-4-7986-2246-0 |                             |
| 36  | Maki trova lavoro al Rainbow Heart!? Tutti vanno a "Magic Land"! 「真希がレインボゥハートに就職!? 皆で“魔法の国”へ！」 - Maki ga Reinbō Hāto ni shūshoku!? Mina de “mahō no kuni” e! | 31 ottobre 2020 ISBN 978-4-7986-2345-0 |                             |
| 37  | Tempi quotidiani dopo una lunga assenza! Goditi il mare con nuovi amici! 「久々の日常回！ 新たな仲間も連れて海を満喫！」 - Hisabisa no nichijō kai! Aratana nakama mo tsurete umi o mankitsu! | 1º marzo 2021 ISBN 978-4-7986-2435-8 |                             |
| 38  | L'identità della terza Sanae caduta dal cielo è――!? 「空から降ってきた3人目の早苗の正体は――⁉」 - Sora kara futte kita 3 hitome no Sanae no shōtai wa――!? | 1º luglio 2021 ISBN 978-4-7986-2533-1 |                             |
| 39  | Il "Cavaliere Grigio" si muove secondo la cerimonia di benvenuto internazionale degli studenti!? 「留学生歓迎式典に合わせて“灰色の騎士”が動く!?」 - Ryūgakusei kangei shikiten ni awa sete “haiiro no kishi” ga ugoku!?                                                                               | 1º novembre 2021 ISBN 978-4-7986-2640-6 |                             |
| 40  | Preparatevi per un viaggio insieme prima di dirigervi a Forthorthe! 「フォルトーゼへ向かう前に、みんなで旅支度！」 - Forutōze e mukau mae ni, min'nade tabi shitaku! | 1º aprile 2022 ISBN 978-4-7986-2754-0 |                             |
| 41  | Il Cavaliere Blu torna nella terra di Forthorthe! 「青騎士、ふたたびフォルトーゼの地へ！」 - Ao kishi, futatabi Forutōze no ji e! | 30 settembre 2022 ISBN 978-4-7986-2967-4 |                             |
| 42  | Ispezioniamo la corazzata spaziale di nuova fattura del "Cavaliere Blu"! 「新造中の宇宙戦艦『青騎士』を視察しにいこう！」 - Shinzō-chū no uchū senkan “ao kishi” o shisatsu shi ni ikou! | 1º marzo 2023 ISBN 978-4-7986-3098-4 |                             |
| 43  | Impediamo la riconquista del generale nemico con la formazione più forte! 「最強の布陣で敵将の奪還を阻止せよ！」 - Saikyō no fujin de tekishō no dakkan o soshi seyo! | 30 giugno 2023 ISBN 978-4-7986-3219-3 |                             |
| 44  | Divertiamoci in un parco a tema durante le vacanze estive! La vita quotidiana per scrivere ricordi! 「夏休みにテーマパークで豪遊！ 思い出を綴る日常編！」 - Natsuyasumi ni Tēma Pāku de gōyū! Omoide o tsudzuru nichijō-hen!                                                                          | 1º novembre 2023 ISBN 978-4-7986-3337-4 |                             |
| 45  | Kotaro sprofonda nella disperazione. Cosa ha scatenato il suo ritorno? 「失意に沈む孝太郎。再起のきっかけとなるのは――？」 - Shitsui ni shizumu Kōtarō. Saiki no kikkake to naru no wa ――? | 1º marzo 2024 ISBN 978-4-7986-3460-9 |                             |
| 46  | Le strategie di tre persone intelligenti brillano! Una grande battaglia per allungare o deformare!! 「頭脳派3人の策が光る！ 伸るか反るかの大勝負!!」 - Zunō-ha 3-ri no saku ga hikaru! Shinru ka hanru ka no dai shōbu!!                                                                              | 1º luglio 2024 ISBN 978-4-7986-3586-6 |                             |
| 47  | La prima corazzata spaziale di classe cavalleria “Cavaliere Blu” decolla!! 「騎士道級宇宙戦艦一番艦『青騎士』発進!!」 - Kishidō-kyū uchū senkan ichiban-kan "ao kishi" hasshin!! | 1º novembre 2024 ISBN 978-4-7986-3671-9 |                             |

### Manga
L'adattamento manga di Tomosane Ariike è stato serializzato sulla webzine Comic Dangan della Hobby Japan dal 20 dicembre 2013 al 16 febbraio 2017. Cinque volumi tankōbon sono stati pubblicati dal 26 luglio 2014 al 27 aprile 2017.
| Nº | Data di prima pubblicazione | Data di prima pubblicazione | Data di prima pubblicazione |
| Nº | Giapponese                  | Giapponese                  |                             |
| -- | --------------------------- | --------------------------- | --------------------------- |
| 1  | 26 luglio 2014              | ISBN 978-4-7986-0830-3      |                             |
| 2  | 27 febbraio 2015            | ISBN 978-4-7986-0962-1      |                             |
| 3  | 26 settembre 2015           | ISBN 978-4-7986-1078-8      |                             |
| 4  | 27 maggio 2016              | ISBN 978-4-7986-1231-7      |                             |
| 5  | 27 aprile 2017              | ISBN 978-4-7986-1441-0      |                             |

### Anime
La serie televisiva anime, prodotta dalla Silver Link e diretta da Shin Ōnuma, è andata in onda dall'11 luglio al 26 settembre 2014 per un totale di dodici episodi che coprono i sette volumi della light novel. Le sigle di apertura e chiusura sono rispettivamente Kōkan win-win mujōken (好感win-win無条件?) delle Heart Invader (un gruppo formato da Nichika Ōmori, Eri Suzuki, Masumi Tazawa e Maria Naganawa) e Koi wa Milk Tea (恋はみるくてぃ?) delle petit milady (Aoi Yūki e Ayana Taketatsu). In varie parti del mondo, tra cui più tardi l'Italia, gli episodi sono stati trasmessi in streaming, in contemporanea col Giappone, da Crunchyroll, mentre in America del Nord i diritti sono stati acquistati dalla Sentai Filmworks.

#### Episodi
| Nº | Titolo italiano Giapponese 「Kanji」 - Rōmaji                                                        | In onda           | In onda |
| Nº | Titolo italiano Giapponese 「Kanji」 - Rōmaji                                                        | Giapponese        |         |
| 1  | L'inizio delle invasioni!? 「侵略開始!?」 - Shinryaku kaishi!?                                       | 11 luglio 2014    |         |
| 2  | Le invasioni non sono finite?! 「さらなる侵略!?」 - Saranaru shinryaku!?                             | 18 luglio 2014    |         |
| 3  | Amici e promesse 「約束と友情」 - Yakusoku to yūjō                                                   | 25 luglio 2014    |         |
| 4  | Il nuoto e i complotti?! 「陰謀の海水浴!?」 - Inbō no kaisuiyoku!?                                   | 1º agosto 2014    |         |
| 5  | Amuleti preziosi 「大切なお守り」 - Taisetsu na omamori                                              | 8 agosto 2014     |         |
| 6  | Il festival culturale e gli scarafaggi?! 「文化祭とカブトムシ!?」 - Bunkasai to kabutomushi!?        | 15 agosto 2014    |         |
| 7  | Il mio cavaliere 「わらわの騎士」 - Warawa no kishi                                                  | 22 agosto 2014    |         |
| 8  | L'arrivo di una ragazza magica malvagia?! 「悪の魔法少女登場!?」 - Aku no mahō shōjo tōjō!?          | 29 agosto 2014    |         |
| 9  | Il sole e l'arcobaleno 「陽だまりと虹」 - Hidamari to niji                                           | 5 settembre 2014  |         |
| 10 | L'Impero della Terra vs. l'Unità del Sole 「地底帝国VS太陽部隊!?」 - Chitei teikoku VS taiyō butai!? | 12 settembre 2014 |         |
| 11 | Un giorno, con loro… 「いつかあの人と…」 - Itsuka ano hito to…                                       | 19 settembre 2014 |         |
| 12 | L'invasione procede bene?! 「侵略順調!?」 - Shinryaku junchō!?                                       | 26 settembre 2014 |         |